# Pristimantis repens
Pristimantis repens är en groddjursart som först beskrevs av Lynch 1984.  Pristimantis repens ingår i släktet Pristimantis och familjen Strabomantidae. IUCN kategoriserar arten globalt som sårbar. Inga underarter finns listade i Catalogue of Life.